# Parathyma acutipennis
Parathyma acutipennis är en fjärilsart som beskrevs av Hans Fruhstorfer 1906. Parathyma acutipennis ingår i släktet Parathyma och familjen praktfjärilar. Inga underarter finns listade i Catalogue of Life.